# Svébořický potok
Svébořický potok je potok v okrese Česká Lípa v Libereckém kraji, pravostranný přítok Ploužnického potoka. Délka toku činí 5,62 km. Plocha povodí měří 20,01 km².

## Průběh toku

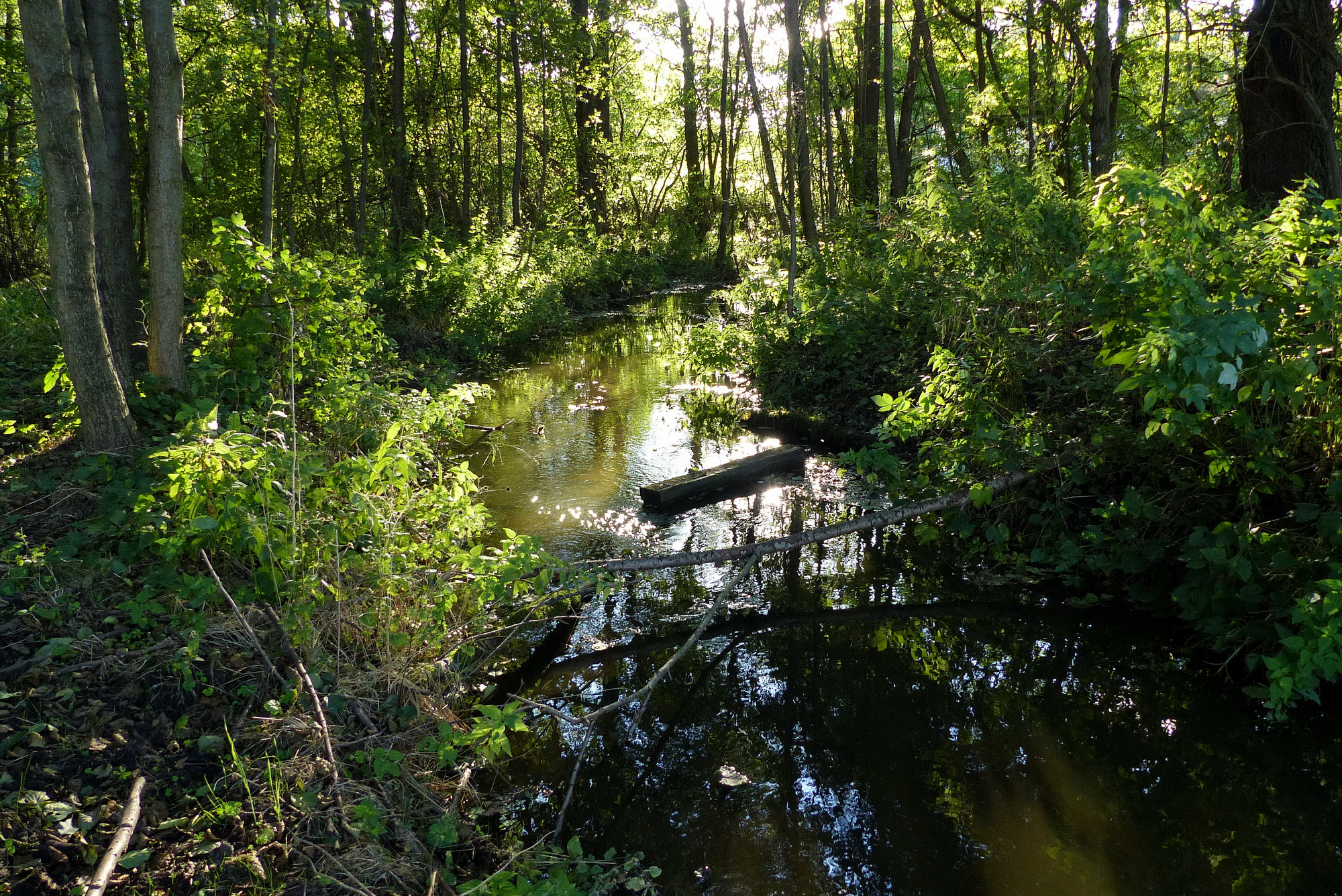
Svébořický potok za Mlýnským rybníkem

Potok protéká vysídleným územím bývalého vojenského prostoru Ralsko. Pramení severovýchodně od vsi Hvězdov (nejbližší sídlo), v severním cípu obory Židlov. Nejprve teče převážně na západ. Brzy od pramene vytváří mokřady, přijímá několik vedlejších ramen, protéká severně od vrchu Brada. Brzy opouští oboru a dál teče podél lesní silnice a vnější hranice (plotu) obory. V oboře i mimo ni napájí několik víceméně zaniklých malých vodních nádrží. Pak protéká skrz zaniklou obec Svébořice (dnešní katastrální území), podle níž je pojmenován. Pak se odpoutává od silnice, půlkruhem ze severu obkružuje vrch Doubek, za nímž přijímá zprava významný přítok od osady Velké Ralsko. Zde se potok stáčí natrvalo k jihozápadu. Za Doubkem začíná postupně plnit rozsáhlou rybniční soustavu. Nejprve jsou tu čtyři Novodvorské rybníky (I až IV), přičemž mezi rybníky II a III poblíž dalšího zaniklého sídla Nový Dvůr potok znovu podtéká lesní silnici. Další v pořadí jsou dva Hvězdovské rybníky (III a IV). Mimo to v soustavě potok ještě plní několik vedlejších malých nádrží. Po hrázích téměř všech těchto rybníků vedou cesty. Za posledním Hvězdovským (Mlýnským) rybníkem III již v Hvězdově se Svébořický potok vlévá do Ploužnického potoka v mokřadní oblasti.